# 松下宏 (銀行家)
松下 宏（まつした ひろし、1924年10月11日 - 2000年3月10日）は、日本の経営者。東洋信託銀行社長を務めた。滋賀県彦根市出身。

## 経歴
1948年に東京大学経済学部経済学科を卒業し、同年に東洋信託銀行に入行。1973年11月に取締役に就任し、1976年6月に常務、1979年6月に専務、1980年12月に副社長を経て、1983年6月に社長に就任。1987年2月に取締役に就任し、同年4月に取締役相談役を経て、1989年6月には相談役に就任。
2000年3月10日に肺炎のために死去。75歳没。